# منتخب سيشل تحت 17 سنة لكرة القدم
منتخب سيشل تحت 17 سنة لكرة القدم هو ممثل سيشل الرسمي في المنافسات الدولية في كرة القدم تحت 17 سنة .